# Кубок Хорватії з футболу 2001—2002
Кубок Хорватії з футболу 2001—2002 — 11-й розіграш кубкового футбольного турніру в Хорватії. Титул вдруге поспіль здобув Динамо (Загреб).

## Календар
| Раунд            | Дата                         | Матчі | Клуби   |
| ---------------- | ---------------------------- | ----- | ------- |
| Попередній раунд | 22 серпня 2001               | 16    | 48 → 32 |
| 1/16 фіналу      | 18 вересня - 16 жовтня 2001  | 16    | 32 → 16 |
| 1/8 фіналу       | 24 жовтня - 7 листопада 2001 | 8     | 16 → 8  |
| 1/4 фіналу       | 14 листопада - 8 грудня 2001 | 8     | 8 → 4   |
| 1/2 фіналу       | 20 березня/3 квітня 2002     | 4     | 4 → 2   |
| Фінал            | 24 квітня/1 травня 2002      | 2     | 2 → 1   |

## 1/16 фіналу
| Команда 1                         | Рахунок      | Команда 2             |
| --------------------------------- | ------------ | --------------------- |
| 18 вересня 2001                   |              |                       |
| Слога (Чаковець) (2)              | 1:5          | Осієк                 |
| 19 вересня 2001                   |              |                       |
| Графічар (Водовод) (2)            | 0:1          | Загреб                |
| Вуковар'91 (2)                    | 2:4          | Рієка                 |
| Діль (3)                          | 2:0          | Дубровник (3)         |
| Загорец (3)                       | 0:3          | Беліще (2)            |
| Марсонія                          | 1:3          | Задар                 |
| Новалія (2)                       | 0:0 пен. 4:3 | Цибалія               |
| Кроація Сесвете (2)               | 1:3          | Камен Інград (Велика) |
| Поморац                           | 4:1          | Славен Белупо         |
| Подравац (2)                      | 0:4          | Хрватскі Драговоляц   |
| Самобор (2)                       | 1:1 пен. 5:6 | Інкер (Запрешич) (2)  |
| Тополовац                         | 5:3          | Сегеста (2)           |
| Б'єловар (2)                      | 2:3          | Шибеник               |
| 7 жовтня 2001                     |              |                       |
| Желєзнічар (Славонський Брод) (4) | 0:3          | Динамо (Загреб)       |
| Іванчиця (2)                      | 1:3          | Вартекс               |
| 16 жовтня 2001                    |              |                       |
| Подравіна (Лудбрег) (3)           | 0:1 дч       | Хайдук (Спліт)        |

## 1/8 фіналу
| Команда 1             | Рахунок      | Команда 2            |
| --------------------- | ------------ | -------------------- |
| 24 жовтня 2001        |              |                      |
| Камен Інград (Велика) | 1:4          | Динамо (Загреб)      |
| Шибеник               | 0:0 пен. 4:5 | Загреб               |
| Вартекс               | 5:0          | Беліще (2)           |
| Тополовац             | 0:0 пен. 5:4 | Новалія (2)          |
| Поморац               | 5:1          | Інкер (Запрешич) (2) |
| Хрватскі Драговоляц   | 1:1 пен. 3:4 | Рієка                |
| 25 жовтня 2001        |              |                      |
| Діль (3)              | 1:2          | Хайдук (Спліт)       |
| 7 листопада 2001      |              |                      |
| Задар                 | 0:1          | Осієк                |

## 1/4 фіналу
| Команда 1                  | Заг. | Команда 2 | 1-й матч | 2-й матч |
| -------------------------- | ---- | --------- | -------- | -------- |
| 14/21 листопада 2001       |      |           |          |          |
| Осієк                      | 5:0  | Тополовац | 3:0      | 2:0      |
| 21 листопада/5 грудня 2001 |      |           |          |          |
| Поморац                    | 3:1  | Загреб    | 2:1      | 1:0      |
| 21 листопада/7 грудня 2001 |      |           |          |          |
| Динамо (Загреб)            | 2:0  | Рієка     | 1:0      | 1:0      |
| 21 листопада/8 грудня 2001 |      |           |          |          |
| Хайдук (Спліт)             | 3:4  | Вартекс   | 1:3      | 2:1      |

## 1/2 фіналу
| Команда 1                | Заг. | Команда 2       | 1-й матч | 2-й матч |
| ------------------------ | ---- | --------------- | -------- | -------- |
| 20 березня/3 квітня 2002 |      |                 |          |          |
| Поморац                  | 1:2  | Вартекс         | 1:0      | 0:2      |
| Осієк                    | 2:3  | Динамо (Загреб) | 2:1      | 0:2      |

## Фінал
| Команда 1               | Заг. | Команда 2 | 1-й матч | 2-й матч |
| ----------------------- | ---- | --------- | -------- | -------- |
| 24 квітня/1 травня 2002 |      |           |          |          |
| Динамо (Загреб)         | 2:1  | Вартекс   | 1:1      | 1:0      |

### Перший матч
| 24 квітня 2002 |

| Динамо (Загреб) | 1:1      | Вартекс       |
| --------------- | -------- | ------------- |
| Седлоський 47'  | Протокол | Халилович 22' |

| «Максимир», Загреб Глядачів: 5 000 Арбітр: Драженко Ковачич |

### Другий матч
| 1 травня 2002 |

| Вартекс | 0:1      | Динамо (Загреб) |
| ------- | -------- | --------------- |
|         | Протокол | Леко 32'        |

| Стадіон «Вартекс», Вараждин Глядачів: 8 000 Арбітр: Едо Тривкович |